# Jewgienij Stiepanowicz Iwanow
Jewgienij Stiepanowicz Iwanow (Евгений Степанович Иванов) – radziecki i rosyjski wojskowy, generał major, w latach 1977–1982 dowódca 7 Gwardyjskiej Dywizji Rakietowej.